# Arabtec Tower
La Arabtec Tower fue un rascacielos planeado para la ciudad de Dubái, EAU. Tendría una altura de 369 m y un número total de 77 plantas dedicadas a apartamentos y hotel.
Su construcción comenzó en el 2014, aunque poco después se detuvieron las obras y posteriormente su relleno el hueco de los cimientos, por lo que se cree que la construcción no se reanudara. Se esperaba que se convirtiera en uno de los rascacielos más alto de Dubái.
La parcela de construcción se localizaba en la Sheikh Zayed Road, la misma calle donde se encuentra el Emirates Tower One o el Rose Rayhaan by Rotana.